# Museo Multimedia Gandhi Eterno
El Museo Multimedia Gandhi Eterno es un museo multimedia digital creado en 2005 en la Casa Birla. conocida como Gandhi Smriti, el lugar donde fue asesinado Mahatma Gandhi, en Nueva Delhi, India. En el museo se presentan documentos históricos sobre la vida de Gandhi, y tiene por objetivo revivir y replantear los valores gracias a los cuales la India obtuvo su libertad.

## Historia
El proyecto es una iniciativa del Aditya Birla Group y la Casa Birla Darshan Samiti, el cual se sostiene gracias al apoyo económico de Hindalco Industries, el cual es desarrollado por el Sacred World Research Laboratory (en español: Laboratorio de Investigación del Mundo Sagrado). El museo fue inaugurado el 14 de abril de 2005 por el primer ministro indio Manmohan Singh.

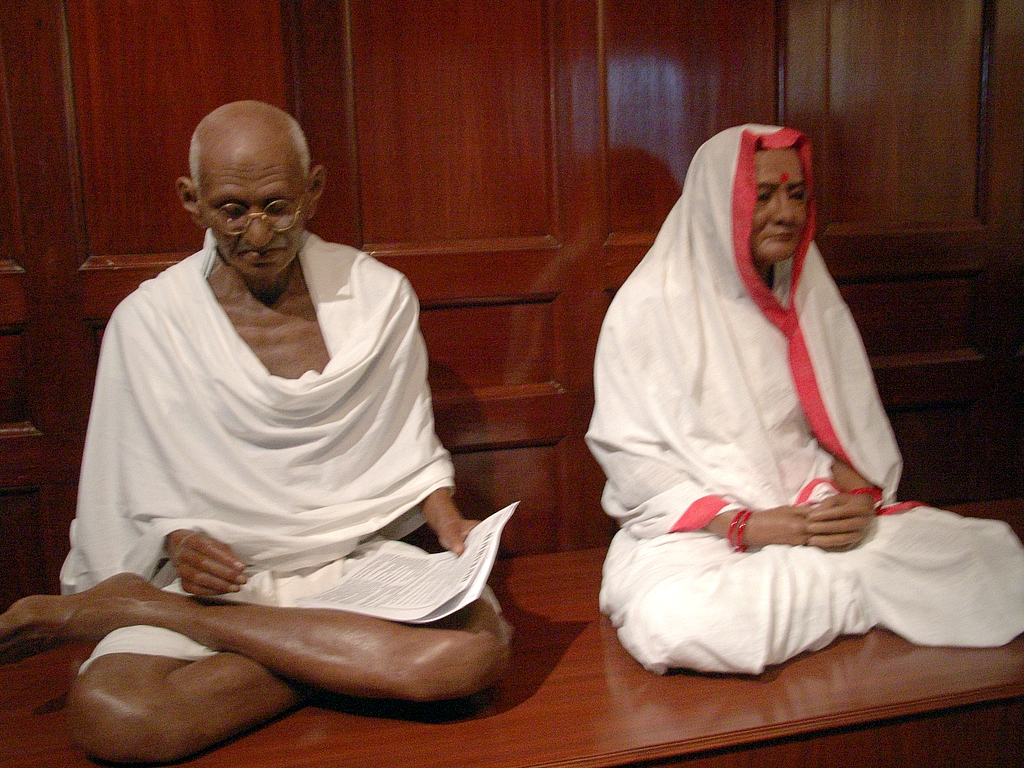
Estatuas de Mahatma y Kasturba Gandhi en el Museo Multimedia Gandhi Eterno

La exposición incluye exhibiciones derivadas de símbolos indios clásicos como la rueca (que está representada en la bandera del país), las ruedas budistas de plegarias, los pilares simbólicos o los edredones tejidos en comunidad, todo ello para brindarle al visitante la experiencia directa del acto de tocar objetos sagrados con sus manos. La recreación de la vida de Gandhi se hace rítmicamente, a través de fotografías, pinturas, imágenes tomadas de películas y videoclips. En la colección del museo de más de 40 exhibiciones, convergen la informática táctil de última generación y el nuevo arte verde con la visión de Gandhi.
Las exhibiciones fueron diseñadas por el artista multimedios Ranjit Makkuni, quien dirigió un equipo de más de 200 artistas, científicos y artesanos, y obtuvo la contribución de destacados académicos e instituciones de todo el mundo.
El proyecto ganó el premio ID Magazine New York por sus contribuciones al diseño.
Una versión transportable del museo viaja por diferentes estados de India y el extranjero.

## Galería

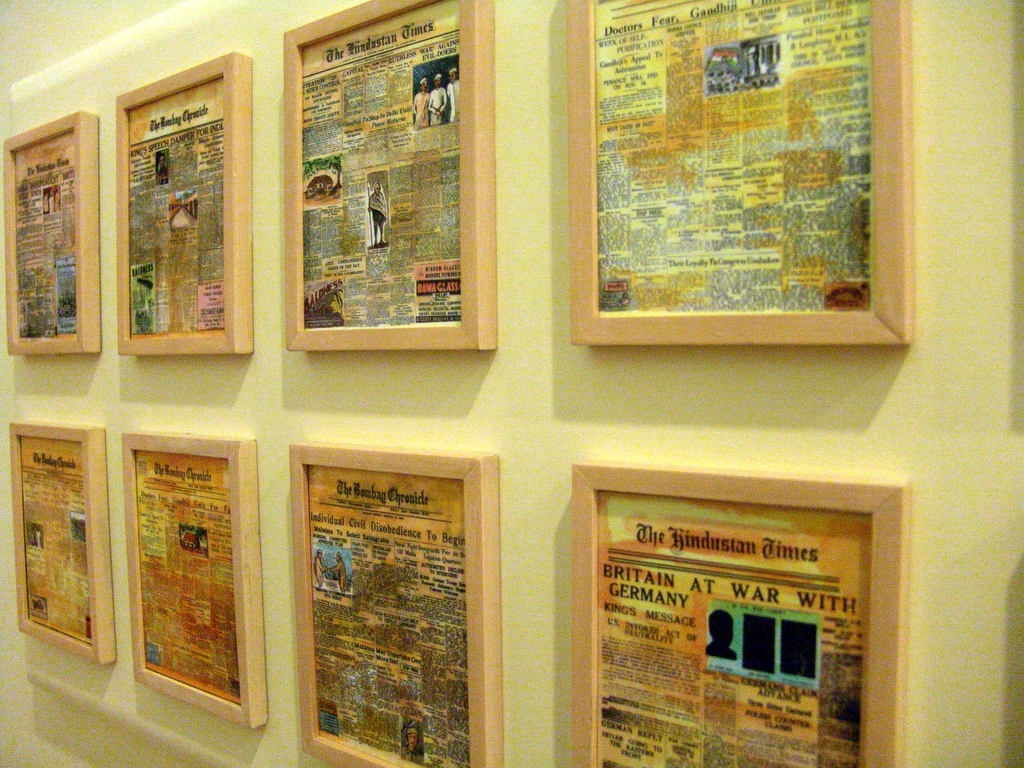
Una exhibición de recortes de periódicos
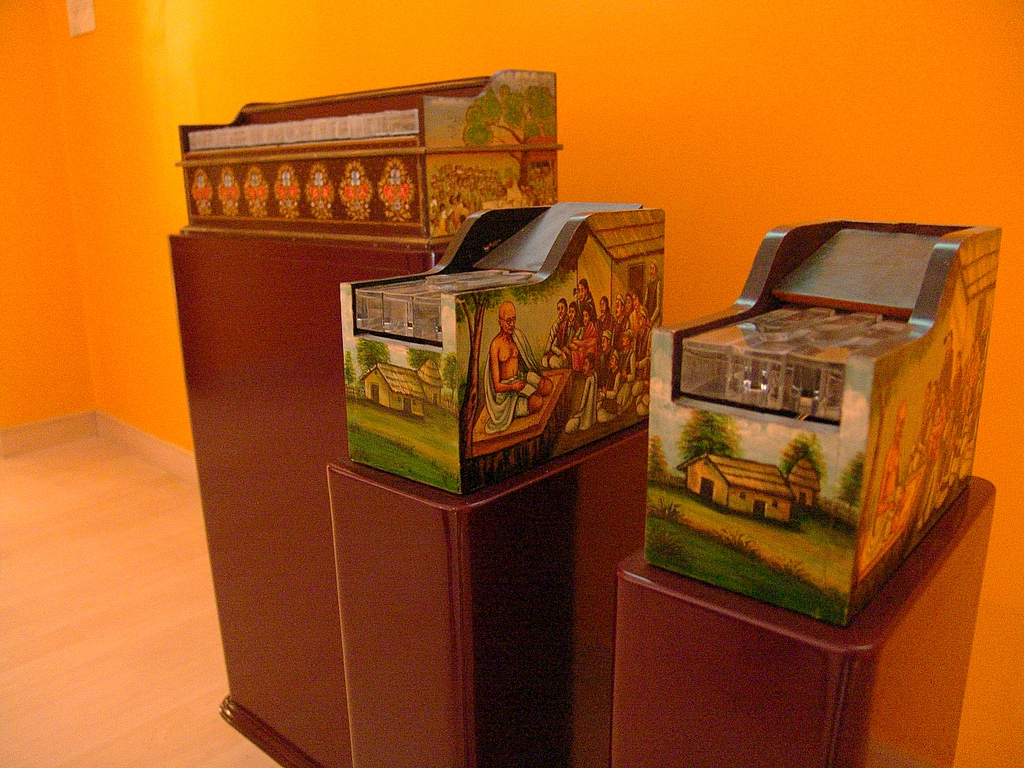
E-Armonio
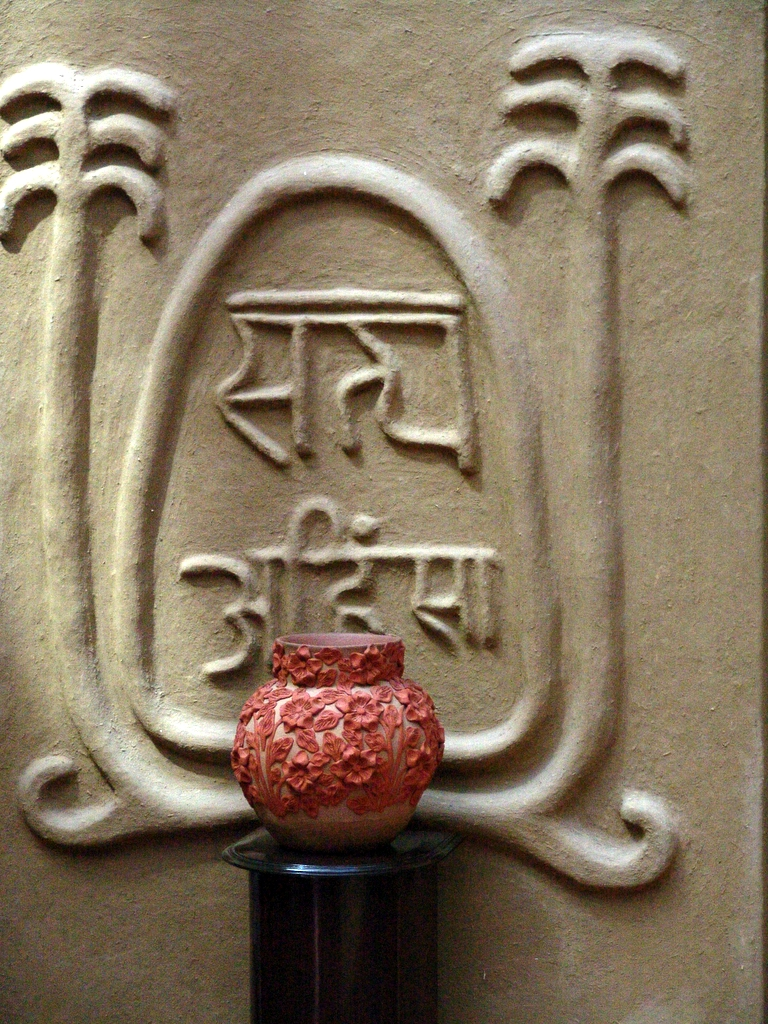
Una exposición en el museo.